# Ликург (спартански цар)
 Тази статия е за царя на Спарта от III в. пр. Хр..  За законодателя на Спарта от VIII в. пр. Хр. вижте Ликург (Спарта).  
Ликург (на гръцки: Λυκοῦργος) е цар на Спарта от 219 до към 210 г. пр. Хр. (точната година на кончината му е неизвестна).

## Вътрешна политика
Ликург се издига скоро след Клеоменовата война, във време на македонска хегемония в Пелопонес и граждански размирици в Спарта. Според ахейския историк Полибий, той няма родствена връзка с предишните царе, но взема властта като подкупва ефорите и се представя за издънка на Еврипонтидите. Тъй като другият цар, Агесиполид, е малолетен, а впоследствие пратен в изгнание, Ликург на практика управлява сам, но под контрола на ефорите. Така година след възцаряването си е принуден да бяга в Етолия, тъй като ефорите го обвиняват в намерение да измени държавното устройство. На следващата 217 г. пр. Хр. е повикан обратно в Спарта и е възстановен на престола след като обвиненията са снети.

## Външна политика
Скоро след възцаряването си през 219 г. пр. Хр. Ликург подновява враждата с Ахейския съюз и застрашава южните му граници. Така включва Спарта в Съюзническата война на страната на Етолия срещу ахейците, поддържани от мощното македонско царство. През 218 г. пр. Хр. македонският цар Филип V опустошава необезпокояван Лакония до покрайнините на самата Спарта. Ликург отговаря с нападения в съюзната на ахейци и македони Месения, без да постигне съществен успех.
Ликург умира към 210 г. пр. Хр., оставяйки за наследник сина си Пелопс, а властта в Спарта е поета от тирана Маханид.